# Cassa di Risparmio di Fermo
La Carifermo è un istituto di credito fondato a Fermo nel 1857 come cassa di risparmio. Ha 52 filiali dislocate nelle Regioni Marche, Abruzzo e Lazio.

## Storia
La Carifermo nasce nel 1857, anno in cui Papa Pio IX approva il Regolamento (29 aprile), firmato dal Gonfaloniere della Città di Fermo il 18 novembre 1856. 
L'attività ufficiale della Carifermo inizia il 14 marzo 1858 con l'apertura del primo sportello in un piccolo locale di Via Paccarone. Sarà un manifesto ufficiale a darne pubblica comunicazione. A sancire che “l’Opera è di tutti.” E che le sue fondamenta sono state costruite in segno di “gratitudine e di scambievole affetto”. 
Entra il XX secolo, caratterizzato da eventi che cambieranno in maniera indelebile il mondo contemporaneo. La prima guerra mondiale lascia alle spalle un quadro economico nazionale difficoltoso. C’è necessità di un maggiore controllo esercitato dagli apparati centrali sulle realtà minori per la creazione di Istituti solidi e capaci di superare questa crisi.
Il primo risultato è una massiccia concentrazione. Il Regio Decreto Legge n. 69 del 10 febbraio 1927 costituisce un nuovo inizio per la Carifermo. Aprono le prime due Filiali dell'Istituto a Montottone e Falerone. Seguono poi aperture a Monterubbiano, Grottazzolina, Pedaso, Petritoli e Porto Sant’Elpidio.
Alla fine degli anni Trenta si assiste ad una nuova concentrazione, grazie alla quale la Cassa di Risparmio di Fermo ingloba anche la zona dell’Oltretenna, coprendo l’intero territorio fermano. Ciò avviene con l’incorporazione della Cassa di Risparmio di Sant’Elpidio a Mare, che presenta i suoi sportelli a Porto Sant’Elpidio, Monte Urano, Rapagnano, Casette d’Ete e Monte San Pietrangeli.
Nel corso degli anni Quaranta, la Banca si solidifica ulteriormente, contando altri sportelli a Carassai, Montefiore dell’Aso, Porto San Giorgio e Cupra Marittima.
A seguito della legge Amato (10 dicembre 1991) la Carifermo diventa una Società per Azioni e si costituisce la Fondazione Cassa di Risparmio di Fermo.

## Struttura
Da maggio 2019 l'organizzazione della Banca è di tipo gerarchico-funzionale, basata sulla presenza di un consiglio di amministrazione e di un collegio sindacale. 
Il consiglio di amministrazione è responsabile dell'amministrazione ordinaria e straordinaria della Banca; la gestione aziendale è di competenza del comitato esecutivo e del direttore generale, mentre il collegio sindacale vigila sull'osservanza della legge e dello statuto e sul rispetto dei principi di una corretta amministrazione.

## Azionisti
La Fondazione Cassa di Risparmio di Fermo è azionista con il 66,7% del capitale sociale di Carifermo S.p.A. Il rimanente 33,3% è di proprietà di Intesa Sanpaolo S.p.A.